# Barons
Cet article possède un paronyme, voir Baron.
Barons est un village (village) du Comté de Lethbridge, situé dans la province canadienne d'Alberta.

## Démographie
En tant que localité désignée dans le recensement de 2011, Barons a une population de 315 habitants dans 124 de ses 139 logements, soit une variation de 14.1% avec la population de 2006. Avec une superficie de 0,681 5 km2, village possède une densité de population de 462,215 7 hab/km2 en 2011.
Concernant le recensement de 2006, Barons abritait 276 habitants dans 116 de ses 135 logements. Avec une superficie de 0,681 5 km2, village possédait une densité de population de 405,0 hab/km2 en 2006.
| 2001 | 2006 | 2011 | 2016 |
| ---- | ---- | ---- | ---- |
| 284  | 276  | 315  | 341  |